# Ratataa
Ratataa eller The Staffan Stolle Story är en svensk komedifilm från 1956 i regi av Hasse Ekman. Filmen är en produktion av Knäppupp AB och är en parodifilm på bland annat filmerna Fängelse, Fruktans lön, Sommarnattens leende och Rififi. Huvudrollerna spelas av Povel Ramel, Martin Ljung och Gunwer Bergkvist. Filmen innehåller Povel Ramel-låtar som "Ratataa", "Knackelibang på dörren", "Var är tvålen?" och "Underbart är kort". Filmen hade premiär på biograf Spegeln i Stockholm den 10 september 1956.

## Handling
En sommarnatt på Svartö slott år 1891 har medlemmarna av familjen Lefverhielm samlats. De dricker ett ädelt gammalt vin, ovetande om att det vilar en förbannelse över det. Hela familjen dör, utom den unge Staffan.
Charlotte, Staffans trolovade, ber sin far, major Nibbing, att adoptera Staffan. Majoren gör så, och adopterar även på Staffans begäran statarpojken Vicke. Med denne har Staffan slutit fostbrödralag; de är födda samma år, månad, dag och timme. Elva år senare, på Staffans myndighetsdag, berättar major Nibbing för sin blivande svärson om släkten Lefverhielms förbannelse – Leipzigermässingen. Föremål tillverkade av sådan mässing har genom historien varit till stort bekymmer för släkten.
Tiden går. Efter många strapatser, bland annat i tropikerna, kommer Staffan och Vicke hem till Sverige där de turnerar landet runt som musiker – med växlande framgång; Staffan under artistnamnet “Staffan Stolle”. Charlotte vill inte att Staffan slösar bort sin talang på landsorten och ordnar därför en stor konsert i Stockholm. Den berömde dirigenten Olja Schlaskokowitsch ska där dirigera ett av Staffans verk – med Staffan själv vid flygeln. Även Vicke är med i orkestern; hans instrument är cymbaler. Det visar sig att dessa är gjorda av Leipzigermässing, och när Vicke slår ihop dem blir effekten mycket överraskande. Det visar sig att Staffan och Vicke blev förväxlade som små; det är i själva verket Vicke som är en äkta Lefverhielm.
Charlotte, som alltid velat bli härskarinna på Svartö slott, flyttar nu över sina sympatier på Vicke. Staffan i sin tur har träffat barndomsvännen Tipsie Blink, och en dag kommer de, som "herr och fru Stolle", på besök till slottet. För att hedra sina gäster tar Vicke fram en flaska vin han hittat i slottet – den sista i sitt slag. Sällskapet höjer sina glas till en skål, då plötsligt en fanfar ljuder. En tavla på väggen, föreställande Rufus Lefverhielm till häst och med ett bygelhorn i sin hand, har fått liv. Alla tappar sina glas, och det utrunna vinet på golvet formar ordet "Slut".

## Om filmen
Ratataa har visats i SVT vid ett flertal tillfällen, bland annat 2018, 2020 och i maj 2022, i samband med Povel Ramels 100-årsdag.

## Rollista[3]
- Povel Ramel – greve Staffan Lefverhielm/Staffan Stolle
- Martin Ljung – Vicke Wickberg
- Gunwer Bergkvist – Tipsie Blink
- Yvonne Lombard – Charlotte Nibbing, Staffans trolovade
- Hasse Ekman – ryttmästare, senare konsul Klåd Tränger
- Birgitta Valberg – Theodora Lefverhielm
- Sigge Fürst – major, senare överste Nibbing, Charlottes far, Staffans och Vickes adoptivfar
- Georg Funkquist – Fabiansson, krögare på Restaurante Stångryttaren
- Julia Caesar – gamla farmor Lefverhielm
- Gunnar Sjöberg – Rurik Lefverhielm
- Siv Ericks – Josephine Lefverhielm, hans fru
- Stig Järrel – Ulf-Christer Lefverhielm
- Lissi Alandh – Talita
- Sif Ruud – amman Kristin
- Tosse Bark – badgästen i vermeskåp 1
- Oscar Rundqvist – badgästen i vermeskåp 2
- John Melin – avtågande vaktmästaren på Restaurant Stångryttaren
- Helga Brofeldt – grannfru
- Mona Geijer-Falkner – Madam Blink, Tipsies mor, föreståndarinna för en tvättinrättning
- Georg Rydeberg – Dirty Dick, saloonvärd
- Ingvar Kjellson – Rabites, skurk på saloonen
- Gösta Prüzelius – badmästaren på Unionsbadet
- Erik "Bullen" Berglund – Albert Ramp, teaterkung
- Olav Riégo – herrn i Ramps sällskap
- Olle Hilding – antikhandlare Salamander i P. Blads Antikaffär
- Bullan Weijden – sångerskan i musiksalongen
- Wiktor ”Kulörten” Andersson – vaktmästaren på landsortsteatern
- Hugo Björne – kungen
- Yngve Gamlin – "ryske" dirigenten Olja Schlaskokowitsch

## Eftermäle
Ratataa är en av titlarna i boken Tusen svenska klassiker (2009).

## Musik i filmen
- Uniform. kompositör och text Povel Ramel, sång Povel Ramel
- An der schönen blauen Donau, op. 314, kompositör Johann Strauss den yngre, instrumental
- Ittma Hohah (Självplågarvisa från Chit'n Pot'n Bah i Indien). kompositör och text Povel Ramel, sång Povel Ramel och Martin Ljung
- Land, du välsignade. kompositör Ragnar Althén, text Elisabet Björklund, instrumental
- Var är tvålen?. kompositör och text Povel Ramel, sång Povel Ramel, Martin Ljung, Tosse Bark och Oscar Rundqvist[5]
- Staffansvisan (Staffan var en stalledräng), framförs av Martin Ljung med speciell text av Hasse Ekman
- Stille Nacht, heilige Nacht! (Stilla natt, heliga natt). kompositör Franz Gruber, text Joseph Mohr svensk text Oscar Mannström, instrumental
- Knackelibang på dörren. kompositör och text Povel Ramel, sång Povel Ramel, Gunwer Bergkvist och Martin Ljung
- Underbart är kort. kompositör och text Povel Ramel, sång Povel Ramel och Gunwer Bergkvist[5]
- Hjalmar och Hulda (På blomsterklädd kulle satt Hjalmar och qwad). kompositör Wilhelmina Stålberg, sång Brita Borg som dubbar Bullan Weijden samt Povel Ramel och Martin Ljung
- Alldeles ensam. kompositör och text Povel Ramel, sång Gunwer Bergkvist
- Tjiliga Fransson. kompositör och text Povel Ramel, sång Povel Ramel
- Tjillevillevippombom, text och musik bearbetad av Povel Ramel, sång Martin Ljung
- Aj, vad jag är kär. kompositör och text Povel Ramel, sång Gunwer Bergkvist, dans Gunwer Bergkvist, Tosse Bark, Mille Schmidt, Sten Ardenstam och Ulf Carlén
- Can Can Selection. kompositör Frederick G. Charrosin, instrumental
- Konsert, piano, a-moll. kompositör Erik Nordgren, instrumental
- Ratataa, kompositör och text Povel Ramel, sång Martin Ljung
- Hitta din rätta plats. kompositör och text Povel Ramel, sång Povel Ramel och Gunwer Bergkvist
- Waterfall, kompositör Frederick G. Charrosin, instrumental
- Impromptu, piano, nr 4, op. 66, ciss-moll (Fantaisie-Impromptu), kompositör Frédéric Chopin, instrumental
- Klang, min vackra bjällra, text Zacharias Topelius melodin framförs av Martin Ljung med specialtext av Povel Ramel

## DVD
Filmen gavs ut på DVD 2010.